# Raqqa (pel·lícula)
Raqqa és una pel·lícula de thriller i espionatge de 2024, coproduïda i dirigida per Gerardo Herrero i escrita per Irene Zoe Albereda, basada en la novel·la Vírgenes y verdugos de Tomás Bárbulo. És protagonitzada per Álvaro Morte i Mina El Hammani. Es va estrenar en el Festival de Cinema Europeu de Sevilla el 10 de novembre de 2024, i va arribar a sales el 22 de novembre de 2024, amb distribució de DeAPlaneta. Gravada originalment en àrab, castellà i anglès, s'ha subtitulat al català.

## Trama
En 2014, en els perillosos carrers d'Ar-Raqqà, en Haibala (Álvaro Morte), un espia internacional conegut com el Sahrauí, s'embarca en la missió de capturar al Jordà, un dels líders més buscats d'Estat Islàmic en aquell moment. Al mateix temps, la Malika (Mina El Hammani), una infermera de Ceuta al servei de l'Europol, també ha arribat a Ar-Raqqà amb el mateix objectiu.

## Repartiment
- Álvaro Morte com a Haibala "el Sahrauí"
- Mina El Hammani com a Malika
- Abdelatif Hwidar
- Fariba Sheikhan com a Directora
- Ben Temple com a Khaled
- Sara Hwidar
- Cristina Kovani
- Déborah François com a Josephine
- Ali L'Aziz
- Juan Carlos Vellido com l'Algerià

## Producció
El 15 de novembre de 2023, es va anunciar que el rodatge de la pel·lícula Raqqa havia començat sota la direcció de Gerardo Herrero, amb Álvaro Morte i Mina El Hammani com a protagonistes. El guió de la pel·lícula va ser escrit per Irene Zoe Albereda i està basat en la novel·la Vírgenes y verdugos de Tomás Bárbulo. El rodatge de la pel·lícula va tenir lloc a les ciutats marroquines de Casablanca i Marràqueix, així com en el desert de les Bardenas Reales, Tafalla i altres localitats de Navarra. El pressupost total de la pel·lícula és de tres milions d'euros, incloent-hi 1,2 milions d'euros procedents de les ajudes generals de l'ICAA.

## Estrena i màrqueting
L'octubre de 2024, DeAPlaneta va llançar el tràiler de Raqqa i va programar l'estrena a sales per al 22 de novembre de 2024. Aquell mes, es va anunciar que la pel·lícula tindria la seva estrena mundial en el Festival de Cinema Europeu de Sevilla el 10 de novembre de 2024.